# Euperilampus magnus
Euperilampus magnus är en stekelart som beskrevs av Darling 1983. Euperilampus magnus ingår i släktet Euperilampus och familjen gropglanssteklar. Inga underarter finns listade i Catalogue of Life.